# Kenny (groupe)
Pour les articles homonymes, voir Kenny.
Kenny est un groupe britannique fondé en 1974 et dissous en 1979. Il fait partie du mouvement Glam Rock des années 1970.

## Biographie
En 1974, cinq jeunes étudiants et musiciens forment The Chuff avec Ross Pringle au chant, Yan Style à la guitare, Chris Redburn à la basse, Andy Walton à la batterie et Chris Lacklison au piano. Le groupe joue en première partie des groupes de rock progressifs comme the Troggs. Ils sont découverts par Bill Martin et Phil Coulter. Ces derniers ont un tube avec eux : The Bump.
La chanson est d'abord enregistré par les Bay City Rollers, puis réenregistré par des musiciens de studio et un chanteur non crédité sur le disque, Barry Palmer qui fait toutes les voix. Le groupe accepte de devenir Kenny, mais refuse de mimer un morceau déjà fabriqué en studio. Le chanteur Ross Pringle ne correspond pas au style teenage band de Kenny; ce dernier est plus proche d'un hippie. Il est donc en remplacé par un ami du groupe, Rick Driscoll. 
En décembre 1974, le groupe passe à l'émission Top Of The Pops. Le titre se classe no 3. En 1975, Kenny sort 3 hits singles dans le même style : Fancy Pants, Baby I Love You OK, Julie Anne.Le single Nice To Have Your Homene connaît qu'un médiocre succès. 
Le groupe sort en 1976 deux albums : Sound Of Super K et Ricochet. Le premier alterne des compositions Martin/Coulter et celles de Driscoll/Style. Ricochet ne sort qu'en Allemagne et fait un flop. Mais le single Hot Lipsest no 20. Ce tube est le premier single non crédité à Martin/Coulter et le premier qui ne soit pas de RAK (il est de Polydor). Un nouveau single sort Red Headed Ladymais ne connaît qu'un succès médiocre. Après ça le groupe sort le single Old Songs Never Die. L'échec du single marque le départ Driscoll et Lacklison du groupe et la fin de Kenny. Mais le groupe décide de continuer : Chris Lacklison est donc remplacé par Ian Culey et Rick Driscoll par Yan Style. Mais à la suite d'un accident de moto, Style se retrouve paralysé d'un bras et laisse la guitare à Chris Redburn et la basse à Dave Bowkers. 
Un single sort en 1979 : une reprise de Reach Out I'll Be There.

## Discographie

### Albums
- Sound Of Super K (RAK)1976
- Ricochet (EMI/RAK)1976

### Compilations
- Best Of Kenny (Repertoire Records)1994
- The Singles Collection Plus (7T's)2004

### Singles
- The Bump (RAK)1974 no 3
- Fancy Pants (RAK)1975 no 4
- Baby I Love You OK (RAK)1975 no 12
- Julie-Anne (RAK)1975 no 10
- Nice To Have Your Home (RAK)1975 no 30
- Hot Lips (Polydor)1976 no 20
- Red Headed Lady (Polydor)1976 no 49
- Old Songs Never Die (Polydor)1977 non classé
- Reach Out I'll Be There (Decca)1979 non classé

| Années / Membres   | |
| ------------------ | --- |
| 1974-décembre 1974 | - Ross Pringle (chant) - Yan Style (guitare) - Chris Redburn (basse) - Chris Lacklison (piano) - Andy Walton (batterie)               |
| décembre 1974-1977 | - Rick Driscoll (chant) - Yan Style (guitare et chant) - Chris Redburn (basse) - Chris Lacklinson (claviers) - Andy Walton (batterie) |
| 1977-1979          | - Yan Style (chant) - Chris Redburn (guitare) - Andy Walton (batterie) - Dave Bowkers (basse) - Ian Culey (claviers)                  |

## Sources
- http://www.glamrocking.co.uk/kenny.htm